# Виммельбух

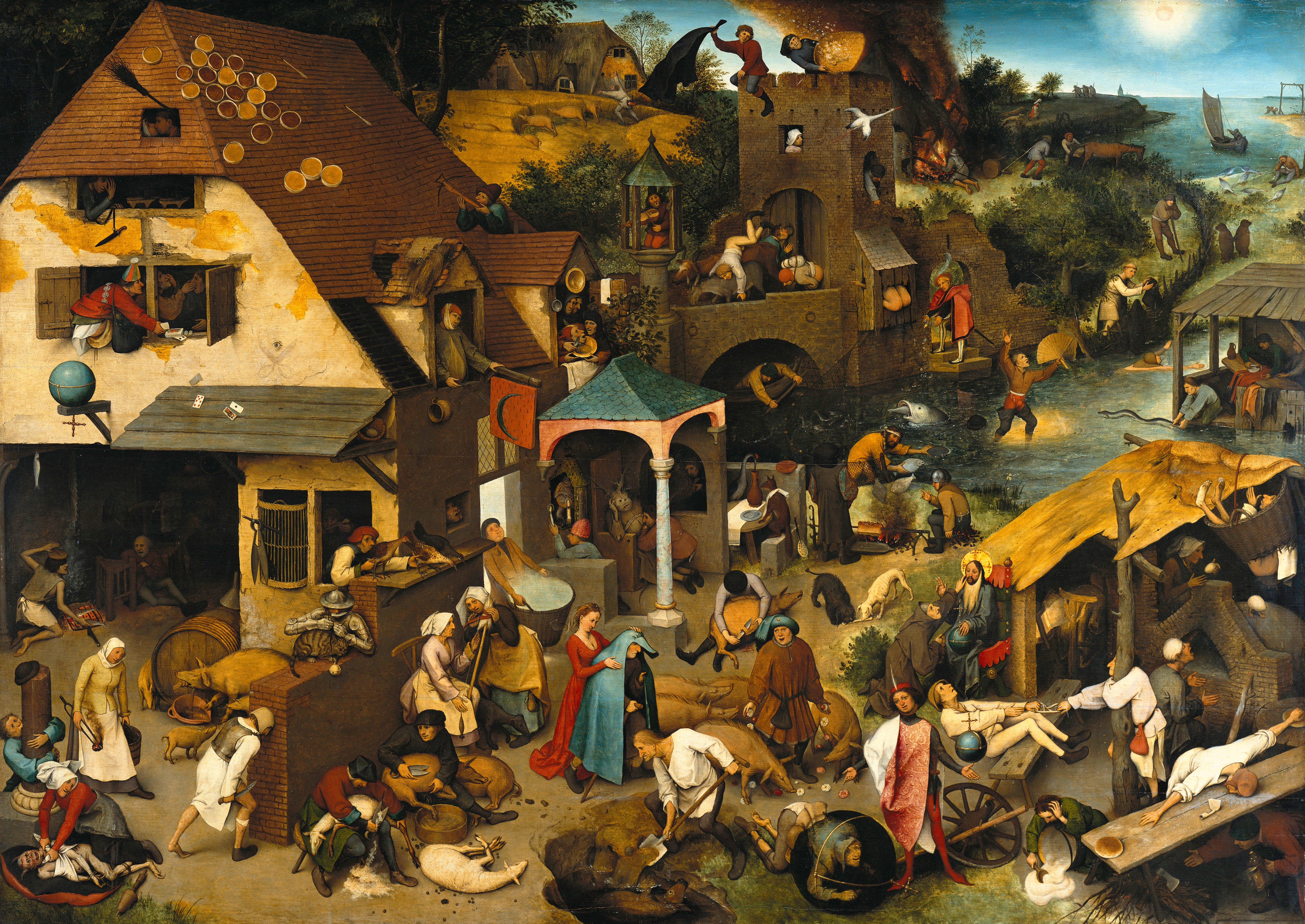
Питер Брейгель-старший. Нидерландские пословицы

Ви́ммельбух (нем. Wimmelbuch — «иллюстрированная книга-головоломка») — детская развивающая книжка-комикс крупного формата с яркими, детализированными, максимально насыщенными визуальной информацией иллюстрациями. 
Книга содержит минимум текста (иногда текста вообще нет), а рисунки насыщены деталями. С героями книг-комиксов происходят интересные и забавные события в течение дня, месяца, года. Это дает возможность ребёнку каждый раз по-новому «читать» картинки и придумывать новые истории. Основное назначение такой книги — ознакомление с окружающим миром, развитие речи и воображения.

## История виммельбухов
Родоначальниками жанра виммельбухов можно считать фламандских художников Питера Брейгеля-старшего и Иеронима Босха, известных своими детализированными картинами. Первые книжки для разглядывания начали появляться в конце 1960-х годов. «Отцом виммельбуха» считают немецкого художника Али Митгуча, одного из самых известных немецких детских писателей, автора более 72 книг, опубликованных на 20 языках и проданных тиражом более чем в 8 млн экземпляров. Первым классическим виммельбухом считают книгу-картинку Али «Всё вокруг в моём городе» (нем. Rundherum in meiner Stadt), вышедшую в 1968 году. Издание было распродано тиражом более чем в 1 млн экземпляров. В 1969 году книга получила Немецкую молодёжную литературную премию.

## Особенности виммельбухов
- яркие
- мало текста
- насыщенные иллюстрациями
- знакомят с окружающим миром

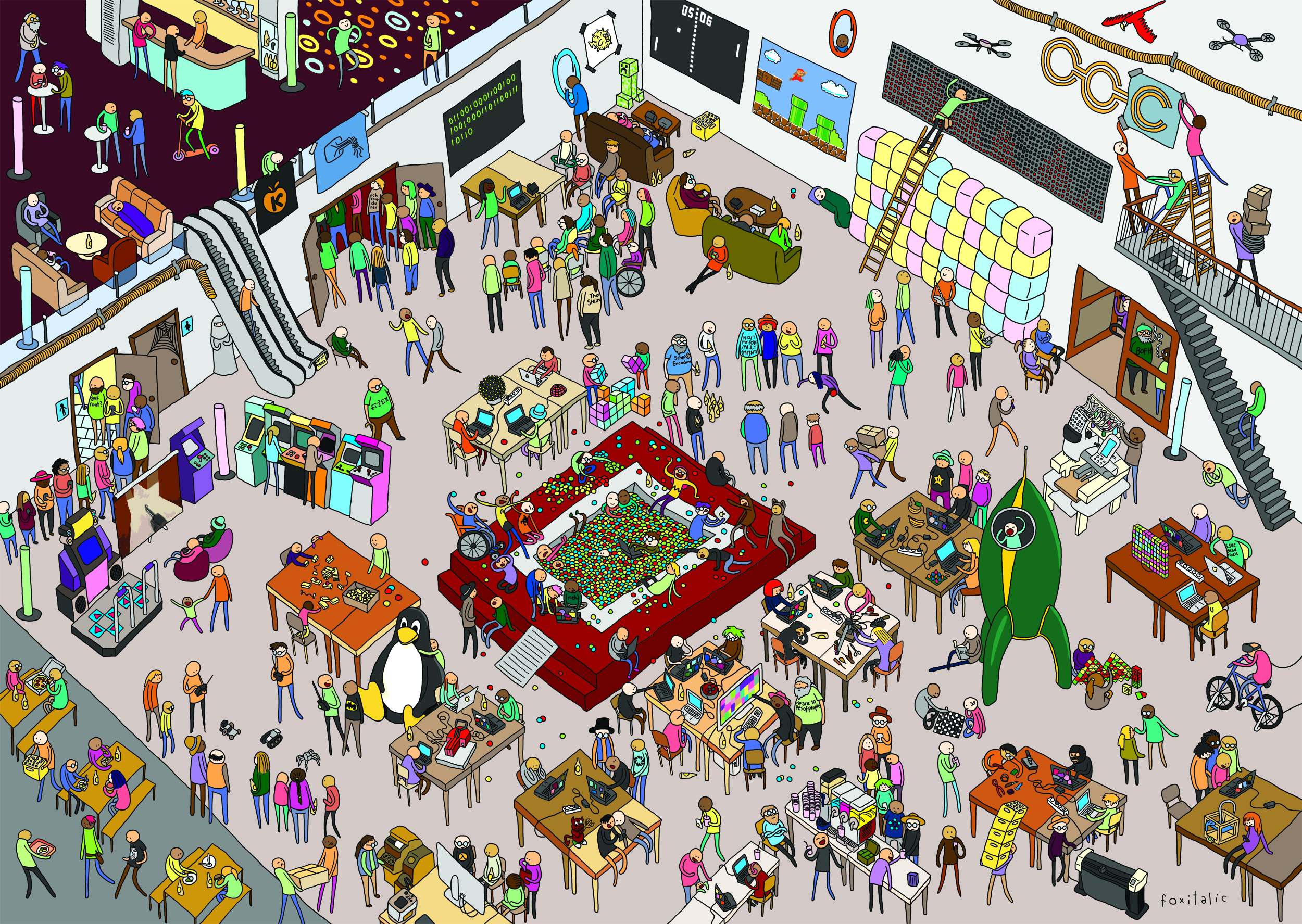

- стимулируют речь, воображение, мышление
- развивают чувство юмора
- полностью задействовано всё пространство страницы или разворота
- сюжет придумывается читателем или читателями при рассматривании
- возможность каждый раз придумывать новые истории, сюжетные линии
- героев легко узнать

## Задачи, которые можно дать ребёнку
- Назвать персонажа или объект;
- Рассказать о нём: что делает (если это персонаж), где находится и т.д.;
- Сосчитать персонажей или объекты;
- Описать их;
- Назвать настроение персонажа;
- Проследить последствия действий;
- Назвать персонажей или предметы, которые схожи по определенному признаку (размер, форма, цвет, расположение и т.д.);
- Представить и придумать событие, предположить и рассказать о том, что могло быть дальше.